# Řízek na severozápadě
Řízek na severozápadě, aneb sice malý a nevážný, nicméně zcela vážně míněný soubor zamyšlení i praktických rad na téma nevidomí, určený výhradně všem bez rozdílu je kniha od Radka Seiferta popisující život člověka, jenž přišel o zrak. Čtenář je seznámen s aspekty života nevidomého člověka, o kterých neměl tušení. Humornou formou se dozvídá o všech možných překážkách, které se náhle objeví a musí řešit. Je nastíněna otázka prostorové orientace, sportování, asistence, stolování a mnoho dalších témat.
Kniha má neobvyklý vzhled, je ve tvaru motýla. K publikaci jsou přiloženy dva nosiče CD-ROM, na kterých je kniha namluvena Ladislavem Mrkvičkou.
Autor knihy, Radek Seifert, měl od mala problémy se zrakem, v důsledku vrozené oční choroby a dvou sportovních úrazů však přišel ve svých 25 letech o zrak úplně. Během svého života publikoval články v několika periodikách, bývá příležitostným hostem rozhlasových pořadů. Absolvoval Katedru sociální práce FF UK v Praze. Aktivně se zabývá problematikou podpory samostatného univerzitního studia zrakově postižených studentů, pracuje jako lektor speciální výpočetní techniky v centru TEREZA.